# Günter Diekmann
Günter Diekmann (* 22. September 1954 in Nordenham) ist ein ehemaliger deutscher Fußballspieler. Mit insgesamt 341 Einsätzen in der 2. Fußball-Bundesliga liegt er auf Rang 22 der ewigen Rekordspieler.

## Karriere
Mit dem Fußballspielen begann Günter Diekmann beim TuS Einswarden, er spielte dort sowohl in der Jugend als auch im Herrenbereich. Höherklassigen Fußball lernte er ab 1974/75 bei TuS Bremerhaven 93 in der Amateur-Oberliga Nord kennen. Der junge Mittelfeldspieler belegte mit den Weinroten vom Zollinlandstadion den 6. Rang und war auch im DFB-Pokal am 7. September 1974 im Heimspiel gegen den VfL Wolfsburg (1:2) an der Seite von Mohamed Amiq zum Einsatz gekommen. In seiner dritten Oberligarunde, 1976/77, errang er mit Mannschaftskameraden wie Torhüter Erich Busch, Lothar Lazar, Rolf Kaemmer, Bernd Brexendorf, Amiq und Vitomir Rogoznica unter Trainer Egon Coordes die Meisterschaft und setzte sich auch in der Aufstiegsrunde gegen den 1. FC Bocholt, Spandauer SV und SVA Gütersloh durch und vollzog den Aufstieg in die 2. Fußball-Bundesliga Gruppe Nord. In der Ligarunde war Diekmann in 31 Spielen aufgelaufen und hatte vier Tore erzielt. Insgesamt wird er in drei Runden Amateur-Oberliga mit 87 Spielen und zehn Toren geführt.
Ab 1977 spielte Günter Diekmann durchgehend in der 2. Bundesliga, zunächst eine Saison für OSC Bremerhaven und ab der Saison 1978/79 bis zum Ende der Saison 1986/87 für SG Union Solingen. Diekmann war zudem lange Jahre Kapitän in Solingen. Mit OSC Bremerhaven, ab dem 1. Juli 1977 war TuS Bremerhaven endgültig darin aufgegangen, erlebte er aber 1977/78, mit 32:44 Punkten auf dem 19. Rang stehend, den sofortigen Abstieg. Bis weit in das Mittelfeld waren die Mannschaften in den engen Abstiegskampf verwickelt gewesen; am Ende erwischte es Schwarz-Weiß Essen, Bremerhaven, 1. FC Bocholt und den SC Herford. Diekmann hatte an der Seite von Brexendorf, Rogoznica, Amiq, Uwe Dreyer und Volker Ohling 23 Ligaspiele bestritten und zwei Tore erzielt.
In Solingen begann Diekmann unter Trainer Horst Franz, spielte dann unter Gerhard Prokop, Erhard Ahmann, Lothar Kleim, Eckhard Krautzun, Hans-Georg Linnert, erneut Krautzun (9/83 bis 9/85), Rolf Müller und abschließend von 4/86 bis 6/87 unter Manfred Krafft. Egal unter welchem Trainer, Diekmann lief in jeder Saison in Solingen immer in über 30 Ligaspielen auf und gehörte immer dem eisernen Kern der Leistungsträger an.

## Schulausbildung
Diekmann besuchte von 1960 bis 1964 die Grundschule Einswarden in Nordenham. Von 1964 bis 1970 war er an der Realschule Nordenham. 1976/77 besuchte Günter Diekmann die Gewerblichen Lehranstalten Bürgerpark in Bremerhaven. 1977/78 war er an der Hochschule Bremerhaven. Außerdem war Diekmann an der Bergischen Universität Wuppertal.

## Erfolge
- Platz 5 in der 2. Fußball-Bundesliga: 1983/84
- Platz 6 in der 2. Fußball-Bundesliga: 1984/85